# S-Bahn Rhein-Neckar
S-Bahn Rhein-Neckar – system kolei aglomeracyjnej (S-Bahn), stanowiący trzon miejskiego transportu kolejowego na terenie regionu Ren-Neckar, w tym miast Mannheim, Ludwigshafen am Rhein i Heidelberg.
Sieć S-Bahn składa się z 5 linii o łącznej długości 290 km, na terenie landów Nadrenia-Palatynat i Badenia-Wirtembergia, a na krótkich odcinkach w kraju Saary i Hesji. Na sieć składa się 77 stacji obsługiwanych przez 40 EZT typu 425.

Sieć S-Bahn Rhein-Neckar (2019)

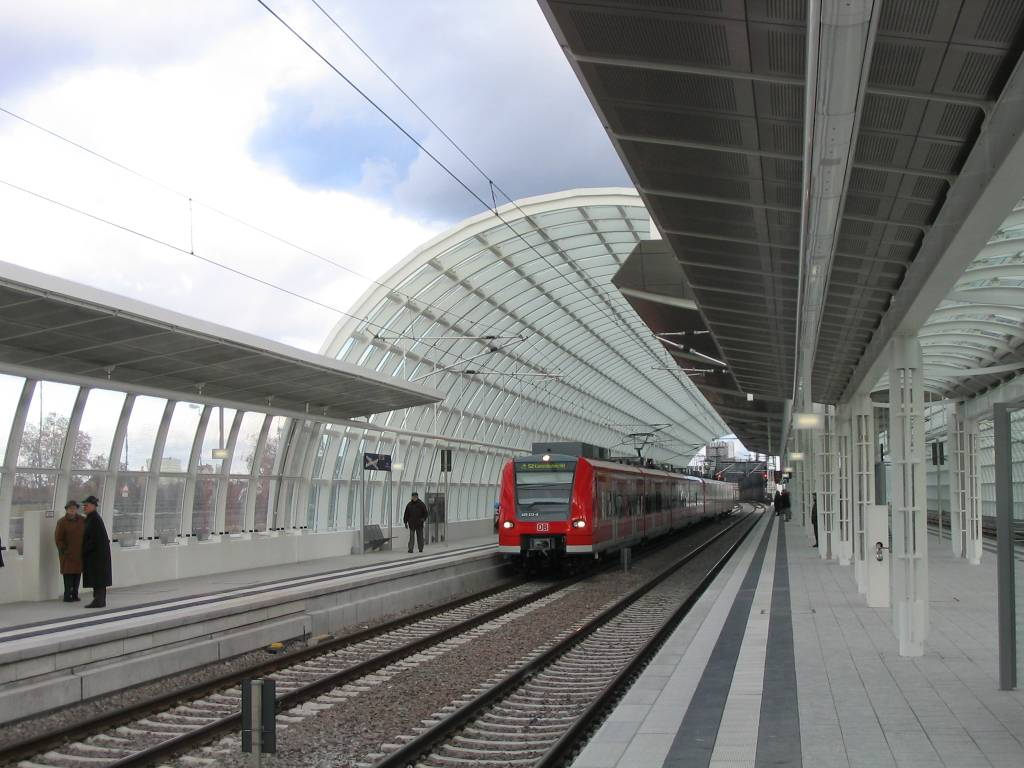
Pociąg S-Bahn Ren-Neckar na stacji Ludwigshafen (Rhein) Mitte